# Nikolai Evseev
Nikolai Evseev (n. 16 aprilie 1966, Leningrad, RSFS Rusă, URSS) este un înotător rus, medaliat olimpic. A participat la o ediție a Jocurilor Olimpice (1988) în care a câștigat o medalie de argint.

## Participări
Lista de mai jos prezintă principalele competiții la care a participat Nikolai Evseev de-a lungul carierei.
- swimming at the 1988 Summer Olympics – men's 4 × 100 metre freestyle relay[*]